# Cherish (My Love)
"Cherish (My Love)"는 대한민국 걸그룹 ILLIT의 두 번째 EP I'll Like You에 수록한 노래이다. 2024년 10월 21일 빌리프랩에서 EP의 리드 싱글로 발매되었다.

## 배경
2024년 9월 23일, 빌리프랩은 10월 21일에 "I'll Like You"라는 제목으로 아일릿의 두 번째 확장 플레이를 발매할 것이라고 발표했다. 10월 7일 트랙 리스트가 공개되었고, 리드 싱글로 "Cherish (My Love)"가 발표되었다. 6일 후 하이라이트 메들리 티저 영상이 공개됐다. 10월 17일에는 안무 일부가 공개되었고, 하루 뒤에는 뮤직비디오 티저가 공개되었다. 10월 21일 EP 발매와 동시 공개되었다. 10월 28일 리믹스 버전이 발매되었다.

## 작곡
Deputy와 Akap이 작사 및 프로듀싱을 맡았으며 Andrew Jackson, Sarah "Solly" Solovay, Charli, Akap, "Hitman" Bang, Kim Kiwi, Supreme Boi, Danke, Divahh, Vincenzo, Jude, Shin-kung, Ssac (Mumw)이 작사에 참여했다. "당신의 마음이 궁금하지만, 그보다 당신을 좋아하는 마음이 더 중요하다"는 가사를 담은 댄스팝 곡이라고 설명돼 있다.

## 홍보
I'll Like You 발매에 앞서, 2024년 10월 21일, 아일릿은 "Cherish (My Love)"를 포함한 "I'll Like You" EP와 수록곡을 홍보하는 라이브 이벤트를 개최했다. 이후 10월 24일 엠넷 엠카운트다운 ', 10월 25일 KBS 뮤직뱅크 10월 26일 MBC 쇼! 음악중심과 10월 27일 SBS 인기가요에 출연했다.

## 트랙 목록
- 디지털 다운로드/스트리밍 – 오리지널

1. "Cherish (My Love)" – 2:57

- 디지털 다운로드/스트리밍 – 리믹스

1. "Cherish (My Love)" – 2:57
2. "Cherish (My Love)" (Deep Dive remix) – 2:28
3. "Cherish (My Love)" (Moonlight remix) – 3:24
4. "Cherish (My Love)"(Fever remix) – 2:46
5. "Cherish (My Love)"(Sped Up) – 2:16
6. "Cherish (My Love)" (Slowed + remix) – 3:41
7. "Cherish (My Love)"(Instrumental) – 2:57

## 크레딧
- ILLIT – 리드 보컬
  - 윤아 – background vocals
  - 민주 – background vocals
  - 원히 – background vocals
- Deputy – 키보드, 신시사이저
- Akap – 키보드, 신시사이저, 기타, 베이스, 드럼
- Slow Rabbit – vocal arrangement, digital editing
- Jon Castelli – 믹싱
- Chris Gehringer – 마스터링
- Brad Lauchert – mix engineering
- Slow Rabbit – engineering

## 차트
| 차트 (2024)                | 최고 순위 |
| -------------------------- | --------- |
| 글로벌 200 (빌보드)        | 110       |
| 홍콩 (빌보드)              | 12        |
| 일본 (재팬 핫 100)         | 35        |
| 일본 합산 싱글 (오리콘)    | 43        |
| 말레이시아 (Billboard)     | 24        |
| 말레이시아 해외 차트 (RIM) | 17        |
| 뉴질랜드 핫 싱글 (RMNZ)    | 28        |
| 싱가포르 (RIAS)            | 22        |
| 대한민국 (써클)            | 22        |
| 중화민국 (빌보드)          | 10        |

| 차트 (2024)     | 최고 순위 |
| --------------- | --------- |
| 대한민국 (써클) | 27        |

## 발매
| 지역   | 날짜             | 체재   | 버전     | 레이블   |
| ------ | ---------------- | ------ | -------- | -------- |
| 전세계 | 2024년 10월 21일 |        | 오리지널 | 빌리프랩 |
| 전세계 | 2024년 10월 28일 | 리믹스 |          | 빌리프랩 |